# 联邦调查局
联邦调查局（英語：Federal Bureau of Investigation；简称FBI、聯調局或美聯調）是美国国内的情报与安全机构，也是美国主要的联邦执法机关。联邦调查局在美国司法部的管辖下运作，同时也是美国情报体系成员，因此需要同时向司法部长和國家情報總監負責。它是美国主要的反恐怖主义、反间谍以及刑事调查组织，对200多种联邦犯罪行为具有管辖权。
尽管联邦调查局的很多职能都是独特的，但是它在支持国家安全方面的活动却与英国的军情五处及俄罗斯的联邦安全局不相上下。中央情报局没有执法权，并且专注于收集国外情报；而联邦调查局则主要是国内机关，其在美国主要城市设有56个分局，并在全美较小的城市及地区设立了400多个常驻机构。在联邦调查局的分局里，联邦调查局的高级官员还同时兼任国家情报总监代表一职。
尽管其职责主要是专注于美国国内，但是联邦调查局在国际上仍然具有重要的影响力。它在美国驻外大使馆和领事馆设有60个法務專員（Legal Attache）辦事處和15个子办事处。这些海外办事处的设立主要是为了与所在国的安全部门保持沟通，通常不会於駐在國境內从事单方面行动。美国联邦调查局可以且有时的确會在海外从事某些秘密活动；就像中央情报局在美国国内权力受限一样，联邦调查局的这些活动通常需要经过跨部门协调。
联邦调查局成立于1908年，最初定名为“调查局（Bureau of Investigation）”；1935年，更名为“联邦调查局”。联邦调查局的总部位于华盛顿哥伦比亚特区的约翰·埃德加·胡佛大楼。

## 组织概况
在2019财政年度，联邦调查局的总预算约为96亿美元。
联邦调查局的主要目标是保护和捍卫美国；维护和执行美国刑事法；为联邦、州、市和国际机构及合作组织提供领导和刑事司法服务。
在当前，联邦调查局的首要任务有：
1. 保护美国免受恐怖袭击；
2. 保护美国免受外国情报及间谍活动的侵害；
3. 保护美国免受基于网络的攻击和高科技犯罪；
4. 打击各级公共腐败；
5. 保护公民权利；
6. 打击跨国或国家级犯罪组织及机构；
7. 打击重要的白领犯罪；
8. 打击重大的暴力犯罪（英语：Violent crime）；
9. 支持联邦、州、市和国际合作伙伴；
10. 升级技术以实现并进一步成功执行上述任务。

## 发展历史

### 成立背景
1896年，美国成立了国家刑事鉴定局，向全美各地的机构提供识别已知罪犯的相关信息。1901年，由于时任美国总统威廉·麦金莱被暗杀，使得人们意识到美国正遭受无政府主义者的威胁。司法部和劳工部多年来一直在记录无政府主义者的情况，但西奥多·罗斯福总统希望获得更多权力来监视无政府主义者。
自1887年以来，美国司法部就一直受命负责监管州际贸易，尽管它缺乏相关人员。在20世纪之交的俄勒冈土地诈欺丑闻之前，它几乎没有做出任何努力来缓解人员短缺。罗斯福总统指示时任司法部长的查尔斯·波拿巴组织一次独立自主的调查并只向他报告。
波拿巴向包括美国特勤局在内的其他联邦机构寻求人员方面的支持，特别是对调查员方面的需求。1908年5月27日，国会禁止司法部使用财政部雇员，理由是担心这个新机构会成为秘密警察部门。而在罗斯福总统的再次督促下，波拿巴终于组织起一个正式的调查部门——调查局（Bureau of Investigation），这个部门将拥有自己的特别探员。

### 调查局成立
联邦调查局的前身调查局（Bureau of Investigation）成立于1908年7月26日。司法部长波拿巴利用司法部的开支雇佣了34人，其中包括特勤局的一些资深人士。斯坦利·芬奇是调查局的首任主管（现称局长）。波拿巴于1908年12月将这些事宜通知美国国会。
调查局的第一个官方任务是走访和调查卖淫场所，以准备执行1910年6月25日通过的《曼恩法》（又称“白奴贩运法”）。1932年，调查局改名为美国调查局（United States Bureau of Investigation）。

### 改名经过
1933年，美国调查局（United States Bureau of Investigation）与禁酒局建立隶属联系并更名为调查处（Division of Investigation）；1935年，调查处最终成为美国司法部内部的独立机构。同年，调查处也正式改名为联邦调查局。

### 胡佛时代
第一次世界大战期间，胡佛在司法部找到了工作。他很快就被提升为敌国公民登记部门（Enemy Aliens Registration Section）的负责人。1919年，他成为司法部新成立的总情报部门主管。1921年，他成为调查局的副局长，1924年，司法部长任命他为代理局长。总统哈定去世，上任调查局长威廉·J·伯恩斯卷入茶壶山丑闻案。
1924年5月10日，柯立芝总统任命胡佛为调查局的第六任局长，此时的调查局有650名雇员，其中包括441名特别专员。1935年7月1日，调查局（BOI）改制为联邦调查局（FBI），胡佛继续担任联邦调查局第一任局长，直到1972年逝世。总计胡佛一生担任调查局最高官员，长达47年又358天，成了任职最久的调查局局长。
胡佛时代下的联邦调查局遭受了许多批评。许多批评者认为，他的行为已经超出了联邦调查局的职责范围。他利用联邦调查局骚扰政治异见者和政治活动分子，收集整理政治领袖的秘密档案，还使用非法手段收集证据。也正是由于胡佛掌管联邦调查局时间过长且富于争议，自1972年起联邦调查局局长任期限制为10年，由总统提名再经参议院确认任命，然而这一规定并不能约束总统特许权，作为一个领导者，胡佛以其反复无常的性格闻名；他频频解雇那些在他看来“像个白痴的卡车司机”或者是“榆木脑袋”的人。他还常常将触怒自己的调查员派去执行琐碎的任务，让他们永无出头之日，抑或是调换他们到新的单位，这些单位往往宣告调查员们职业生涯已尽。梅爾文·珀維斯就是很典型的例子：他凭借30年代抓捕和粉碎帮派势力的行动成为局内能力最强的调查员，并为公众所熟知，但对此颇为妒忌的胡佛随即以职务调遣为名把他赶出了联邦调查局。

### 九一一袭击事件
2001年9月11日，聯調局探員小李奧納德·哈頓在救援世貿中心南塔疏散群眾的過程中喪生。時任局長羅伯特·穆勒（一週前甫宣誓就職）在事件後下令對組織進行全面的重整與再檢視，將多項聯邦等級的犯罪行為與相關調查標記為業務要點，包括：遏止恐怖主義行為、對外情報工作、網路安全、高科技犯罪、組織犯罪、白領犯罪等。
九一一事件的專門委員會於2004年7月22日發布了最終的事件調查報告，當中做出結論，指聯調局與中情局兩方在事前皆輕放可能的情報來源，而這些情報本有機會阻止事件的發生。報告指出，兩機構「未為國家盡責」（"the country had not been well served"），並列出針對聯調局的改善建議。聯調局接納了委員會報告大部分的建議，包括接受國家情報總監的監管。不過，部分的委員會成員批評聯調局實際上對大程度的變革仍有抗拒。學者則指出，除了聯調局、中情局為首的情報體系各部門之間因門第之見而缺少溝通之外，聯調局本身去中心化的結構，各地聯調局分處的合作效率低下等問題，皆使得該單位在九一一事件前未能發揮最大職能。

### 後續歷史
2021年2月2日，联邦调查局特工在佛罗里达州执行搜查令时有2名特工遭枪击身亡，3名特工受伤，这是联邦调查局数十年来人員損失最慘重的一次执法行动。

## 部门架构

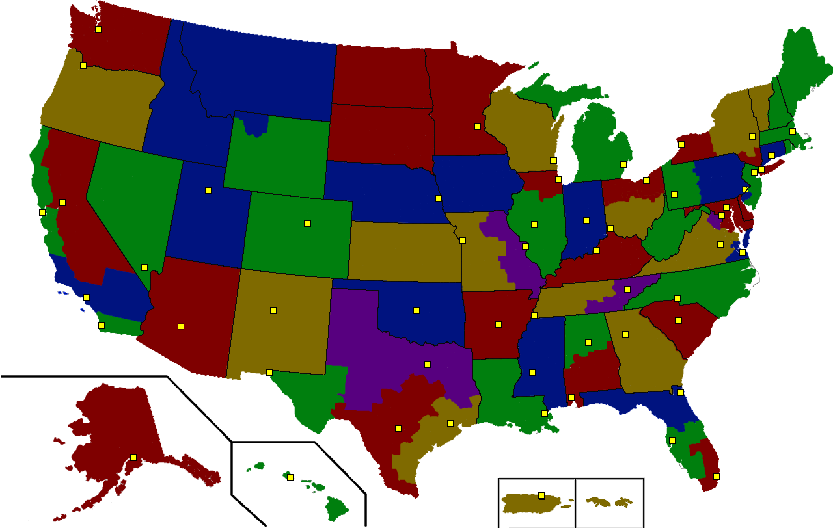
联邦调查局地区办公室辖区分布图

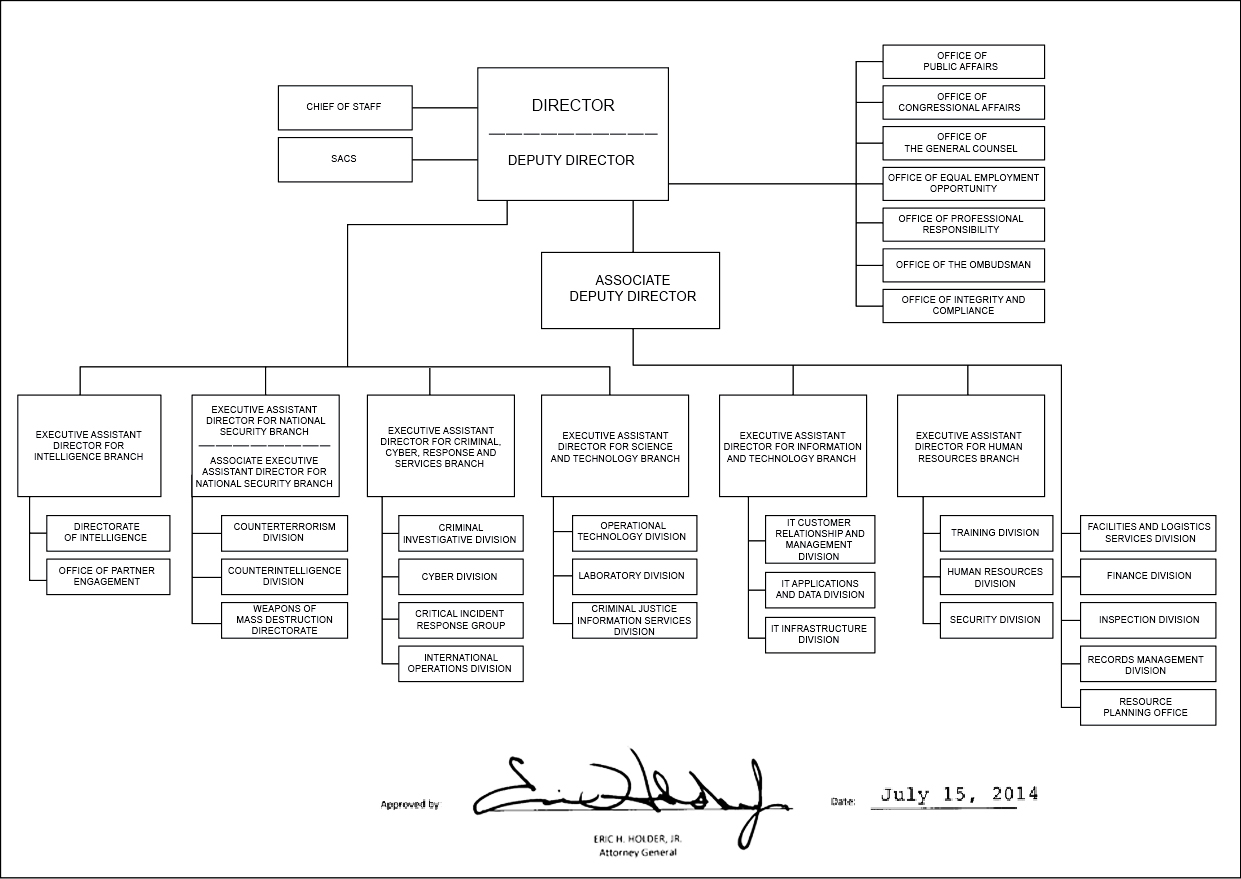
联邦调查局组织结构图
（截至2014年7月15日）

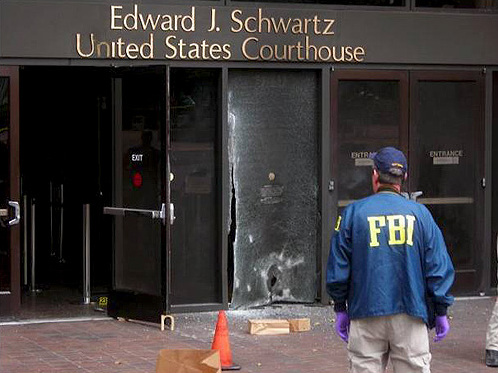
一名联邦调查局特别探员在犯罪现场

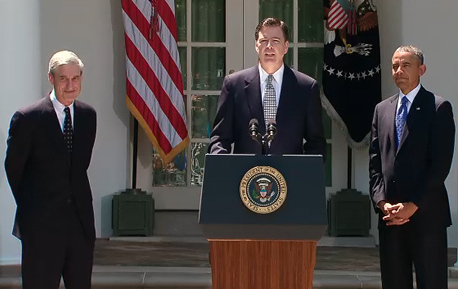
詹姆斯·科米在得到时任总统巴拉克·奥巴马的联邦调查局局长提名后于2013年6月21日在白宫发表谈话

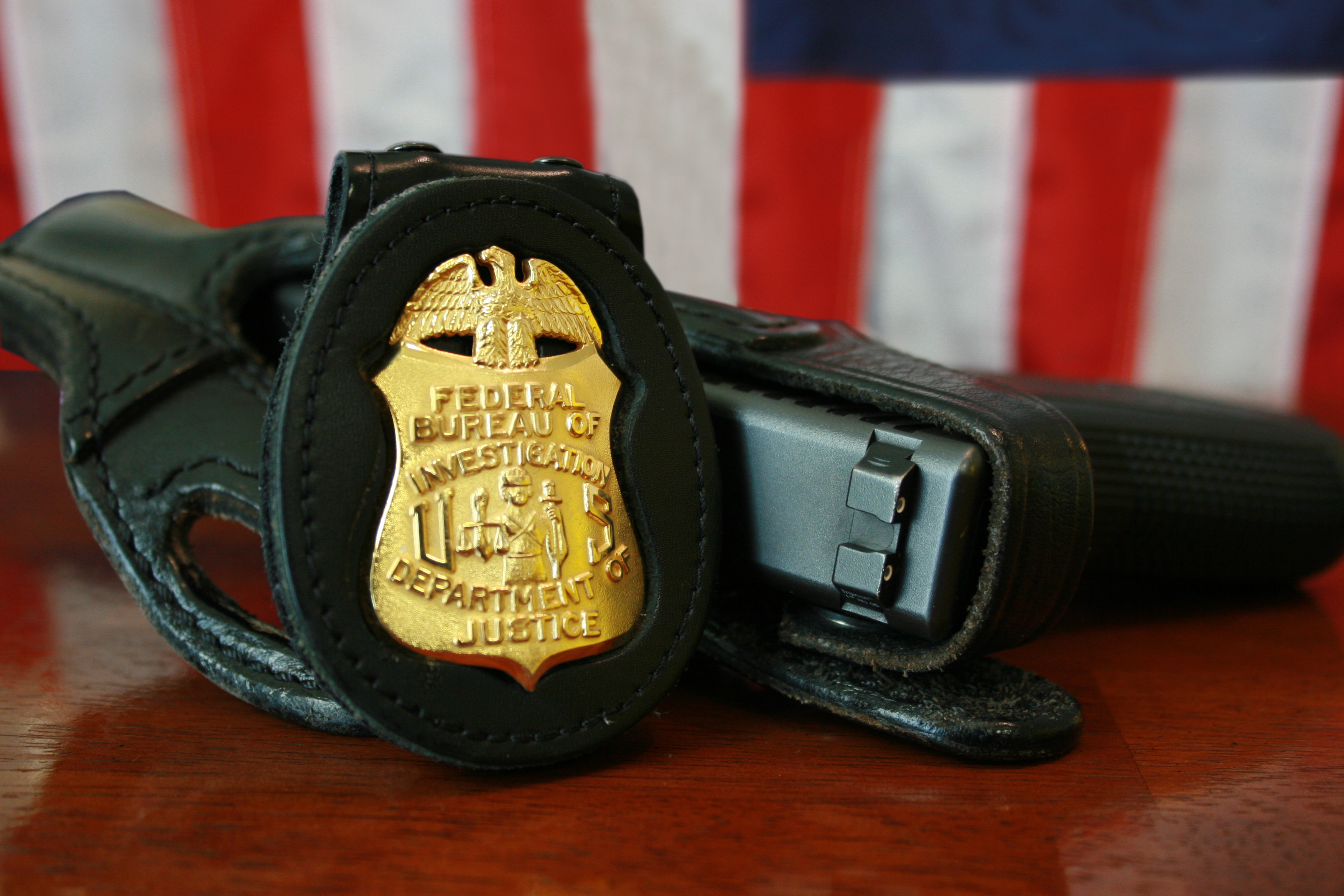
联邦调查局所使用的徽章及服役手枪（格洛克22使用.40 S&W子弹）

### 组织
联邦调查局政治任命官员层级分为：局长（Director，美国行政等级第三级）、副局长（Deputy Director，行政等级第四级）、助理局长（Assistants to the Director，行政等级第五级）。
联邦调查局从整体组织架构上可以划分为局长办公室和职能部门群两个部分，其中局长办公室负责管辖局内大部分行政办事科室；而职能部门群内每部均由一名执行助理局长主管。每个职能部门可以进一步划分为处、科、股，并分别有助理局长、副助理局长及主管分别直接管辖。各科室主管的排名与特别探员的排名一致。
在联邦调查局现辖的六个职能部门里，四个向副局长汇报，两个向助理局长汇报。
- 美国联邦调查局情报部（英语：FBI Intelligence Branch）
- 美国联邦调查局国家保安部
- 美国联邦调查局犯罪、网络、响应及服务部（英语：FBI Criminal, Cyber, Response, and Services Branch）
- 美国联邦调查局科技部（英语：FBI Science and Technology Branch）
- 美国联邦调查局信息技术部（英语：FBI Information and Technology Branch）
- 美国联邦调查局人力资源部（英语：FBI Human Resources Branch）

局长办公室是联邦调查局的中央行政机关。该办公室向五个职能部门和各个地区办公室提供财务及设施管理等团队支持。该办公室由联邦调查局助理局长管理，该副助理局长还负责监督信息和技术部及人力资源部的运作。
- 局长办公室
  - 局长直属办公室
  - 副局长办公室
  - 助理副局长办公室
  - 国会事务办公室
  - 平等就业机会事务办公室
  - 法律总监办公室
  - 诚信合规办公室
  - 申诉专员办公室
  - 专业责任办公室（英语：Office of Professional Responsibility）
  - 公共事务办公室
  - 检验部
  - 设施与财务服务部
  - 资源计划部
  - 信息管理部
  - 首席信息官办公室

### 階級
以下是联邦调查局内等级架构的階級表（按升序排列）：
- 地区分局

| 階級             | 英文                                                                          |
| ---------------- | ----------------------------------------------------------------------------- |
| 新晉見習探員     | New Agent Trainee                                                             |
| 特別探員         | Special Agent                                                                 |
| 高級特別探員     | Senior Special Agent                                                          |
| 監督特別探員     | Supervisory Special Agent                                                     |
| 助理特別探員主管 | Assistant Special Agent-in-Charge (ASAC)                                      |
| 特別探員主管     | Special Agent-in-Charge (SAC)                                                 |
| 主管助理主任     | Assistant Director-in-Charge(ADIC) (僅限於華盛頓特區、紐約、洛杉磯等大型分局) |

- 总部管理层

| 階級                 | 英文                                               |
| -------------------- | -------------------------------------------------- |
| 副助理局長           | Deputy Assistant Director                          |
| 助理局長             | Assistant Director                                 |
| 副執行助理局長       | Associate Executive Assistant Director             |
| 副局長助理           | Executive Assistant Director                       |
| 助理副局長           | Associate Deputy Director                          |
| 副幕僚長             | Deputy Chief of Staff                              |
| 幕僚長兼局長特別顧問 | Chief of Staff and Special Counsel to the Director |
| 副局长               | Deputy Director                                    |
| 局长                 | Director                                           |

## 知名人物
| - 埃德温·阿瑟顿 - 埃德·白求恩 - 詹姆斯·科米 - 阿拉斯加·帕卡德·戴維森 - 西贝尔·埃德蒙 - 詹姆斯·菲兹杰拉德 | - 马克·费尔特 - 約翰·埃德加·胡佛 - 罗伯特·汉森 - 堀内论 - 约翰·麦克鲁格 - 理查德·米勒 | - 羅伯特·穆勒 - 埃里克·奥尼尔 - 约翰·帕特里克·奥尼尔 - 约瑟夫·多米尼克·皮斯托 - 梅尔文·珀维斯 - 柯林·罗利 | - 阿里·苏凡 - 苏·托马斯 - 克萊德·托爾森 - 弗雷德里克·怀特赫斯特 |

## 延伸阅读
- Charles, Douglas M. . Columbus, Ohio: The Ohio State University Press. 2007. ISBN 978-0-8142-1061-1.
- Graves, Melissa. "FBI Historiography: From Leader to Organisation" in Christopher R. Moran, Christopher J. Murphy, eds.  Intelligence Studies in Britain and the US: Historiography since 1945 (Edinburgh UP, 2013) pp. 129–145. online
- Jeffreys-Jones, Rhodri. The FBI: A History (Yale University Press, 2007).
- Jeffreys-Jones, Rhodri.  "The Historiography of the FBI," in Loch Johnson, ed., A Handbook of Intelligence (Routledge, 2006). pp. 39–51.
- Jeffreys-Jones, Rhodri.  "Forcing Out Unwanted FBI Directors: A Brief, Messy History", Vox, (23 May 2017). online （页面存档备份，存于）
- Jeffreys-Jones, Rhodri.  "A brief history of the FBI’s meddling in US politics" Vox, (5 November 2016) online （页面存档备份，存于）
- Kessler, Ronald. . Pocket Books Publications. 1993. ISBN 978-0-671-78657-1.
- Powers, Richard Gid. . Southern Illinois University Press. 1983. ISBN 978-0-8093-1096-8.
- Sullivan, William. . Norton. 1979. ISBN 978-0-393-01236-1.
- Theoharis, Athan G.; John Stuart Cox. . Temple University Press. 1988. ISBN 978-0-87722-532-4.
- Theoharis, Athan G.; Tony G. Poveda; Susan Rosenfeld; Richard Gid Powers. . Checkmark Books. 2000. ISBN 978-0-8160-4228-9.
- Theoharis, Athan G. . Kansas: University Press. 2004. ISBN 978-0-7006-1345-8.
- Thomas, William H., Jr. . Madison: University of Wisconsin Press. 2008. ISBN 978-0-299-22890-3.
- Tonry, Michael (ed.). . Oxford University Press]. 2000. ISBN 978-0-19-514060-6.
- Trahair, Richard C. S. . Ballentine: Greenwood Press. 2004. ISBN 978-0-313-31955-6.
- Vanderpool, Bill. . American Rifleman. August 22, 2011  [April 3, 2014]. （原始内容存档于2015-02-23）.
- Weiner, Tim. . Random House. 2012. ISBN 978-1-4000-6748-0.
- Williams, David. . Journal of American History (Organization of American Historians). 1981, 68 (3): 560–579. JSTOR 1901939. doi:10.2307/1901939.
- FBI—The Year in Review, Part 1, Part 2 (2013)
- Church Committee Report （页面存档备份，存于）, Vol. 6, "Federal Bureau of Investigation." 1975 congressional inquiry into American intelligence operations.